# Candi Rejo (Biru-Biru)
Candi Rejo is een bestuurslaag in het regentschap Deli Serdang van de provincie Noord-Sumatra, Indonesië. Candi Rejo telt 4301 inwoners (volkstelling 2010).